# Élections législatives danoises de 1910
Les élections législatives danoises de 1910 ont eu lieu le 20 mai 1910.

## Résultats
| Inscrits                    | Inscrits                 | Inscrits                 | 470 133   |             |                       |                       |
| Abstentions                 | Abstentions              | Abstentions              | 118 249   | 25,15 %     |                       |                       |
| Votants                     | Votants                  | Votants                  | 351 884   | 74,85 %     |                       |                       |
|                             |                          |                          |           |             |                       |                       |
| Bulletins enregistrés       | Bulletins enregistrés    | Bulletins enregistrés    | 351 884   |             |                       |                       |
| Bulletins blancs ou nuls    | Bulletins blancs ou nuls | Bulletins blancs ou nuls | 3 028     | 0,86 %      |                       |                       |
| Suffrages exprimés          | Suffrages exprimés       | Suffrages exprimés       | 348 856   | 99,14 %     | 114 sièges à pourvoir | 114 sièges à pourvoir |
|                             |                          |                          |           |             |                       |                       |
| Liste                       | Tête de liste            |                          | Suffrages | Pourcentage | Sièges acquis         | Var.                  |
| Venstre                     | Klaus Berntsen           |                          | 118 902   | 34,08 %     | 57 / 114              | +9                    |
| Social-démocratie           | Thorvald Stauning        |                          | 98 718    | 28,3 %      | 24 / 114              | =                     |
| Højre                       | Néant                    |                          | 64 904    | 18,6 %      | 13 / 114              | -18                   |
| Parti social-libéral danois | Carl Theodor Zahle       |                          | 64 884    | 18,6 %      | 20 / 114              | +5                    |
| Indépendants                | Néant                    |                          | 1 448     | 0,42 %      | 0 / 114               | -6                    |